# Brachypodella antiperversa
Cylindrelle de Férussac
Espèce
Statut de conservation UICN

NE : Non évalué
Brachypodella antiperversa, la Cylindrelle de Férussac, est une espèce d'escargots de la famille des Urocoptidae, endémique des Petites Antilles.

## Description
Brachypodella antiperversa est un escargot à coquille subfusiforme, allongée, subulée, rarement tronquée au sommet. La spire, très longue, est formée de douze à quinze tours convexes, à suture déprimée et régulièrement crénelée. La coquille se détache obliquement avant de se terminer, et se prolonge en un col rétréci. L'ouverture est surbcirculaire voire quadrangulaire. Le péristome est blanc et mince, fortement renversé en dehors. Un grand nombre de lamelles obliques orne les tours. La coquille est de couleur brun corné pâle, semi-transparente.
La coquille est longue de 8 à 16 mm pour un diamètre maximal compris entre 2,4 et 3 mm,.
Le corps de l’animal est blanchâtre ou blanc jaunâtre, strié de noir,.

## Distribution
L’espèce est endémique des Petites Antilles, présente de Saint-Vincent à Saint-Martin. Les îles sur lesquelles Brachypodella antiperversa est mentionné, sont :
- Saint Martin, où l'espèce a été observée dans le secteur de Grand Case[5] et d'où elle n'a pas été revue depuis[6] ;
- Saint-Barthélemy, où l'espèce n'a toutefois pas été retrouvée depuis le XIXe siècle[5],[7] ;
- Guadeloupe, où l'espèce est commune sur l'île de Grande-Terre et dans certains secteurs anthropisés de l'île de Basse-Terre[4],[8],[9] ;
- Les Saintes, île de Terre-de-Haut, où l'espèce est observée à la fin du XIXe siècle ;
- La Désirade[8],[9] ;
- Marie-Galante[8],[9] ;
- Martinique, sur les formations calcaires du Sud-Est de l'îlet et de la presqu'île de la Caravelle[10] ;
- Saint-Vincent, où l'espèce est réputée rare, connue d'une unique localité à la fin du XIXe siècle[11].

Une espèce proche, Brachypodella costata, se rencontre sur l'île de la Barbarde.

## Habitat
L'espèce est calcicole, fréquentant principalement les milieux de forêt sèche, connue pour se rencontrer sur les rochers calcaires ou sur les troncs d’arbre, jusqu’à deux mètres de hauteur,.
L’escargot est commun en Grande-Terre et à Marie-Galante. Cette espèce est présente dans des milieux variés, des secteurs de forêt sèche en Grande-Terre jusqu’à la forêt pluvieuse de Basse-Terre. Elle est fréquente près du littoral, où elle est présente dans le sable, sur de vieux fragments de madrépores ou de bois pourris, mais elle est aussi rencontrée dans la plupart de forêts sèches du nord Grande-Terre. En Martinique, Mazé la rencontre jusqu’à une altitude de 150 m.
L’espèce se rencontre dans les lieux anthropisés,. En Guadeloupe, Bertrand et Charles à sa suite notent que l’espèce n’est trouvée que dans des secteurs anthropisés sur la Basse-Terre, ce qui suggère un apport anthropique indirecte (transporté avec des matériaux calcaires). À Saint Martin, Hovestadt et Neckheim, qui ne retrouvent pas l’espèce là où Mazé l’avait vue, suggèrent qu’elle aurait pu être historiquement transportée de Guadeloupe avec des matériaux sans fonder de peuplement pérenne.

## Systématique
Le nom valide complet (avec auteur) de ce taxon est Brachypodella collaris (A. Férussac, 1832).
L'espèce a été initialement classée dans le genre Helix sous le protonyme Helix collaris Férussac, 1821.
Brachypodella collaris a pour synonymes :
- Brachypodella antiperversa (A.Férussac, 1821)
- Clausilia antiperversa (A.Férussac, 1832)
- Cylindrella collaris (A.Férussac, 1832)
- Helix antiperversa A.Férussac, 1821
- Helix collaris Férussac, 1821
- Pupa antiperversa (Férussac, 1821)